# Litorale pisano
Il litorale pisano è una zona geografica della Provincia di Pisa affacciata ad ovest sul Mar Ligure. Si estende da Marina di Vecchiano fino al confine con il comune di Livorno, con vista sull'arcipelago toscano. Questa zona, a meno di 10 km da Pisa, ha ricevuto la Bandiera Blu europea. Sono quattro i più importanti centri balneari del litorale: Marina di Vecchiano, Marina di Pisa, Tirrenia e Calambrone. Dal punto di vista amministrativo si divide tra i comuni di Pisa e Vecchiano.

## Territorio

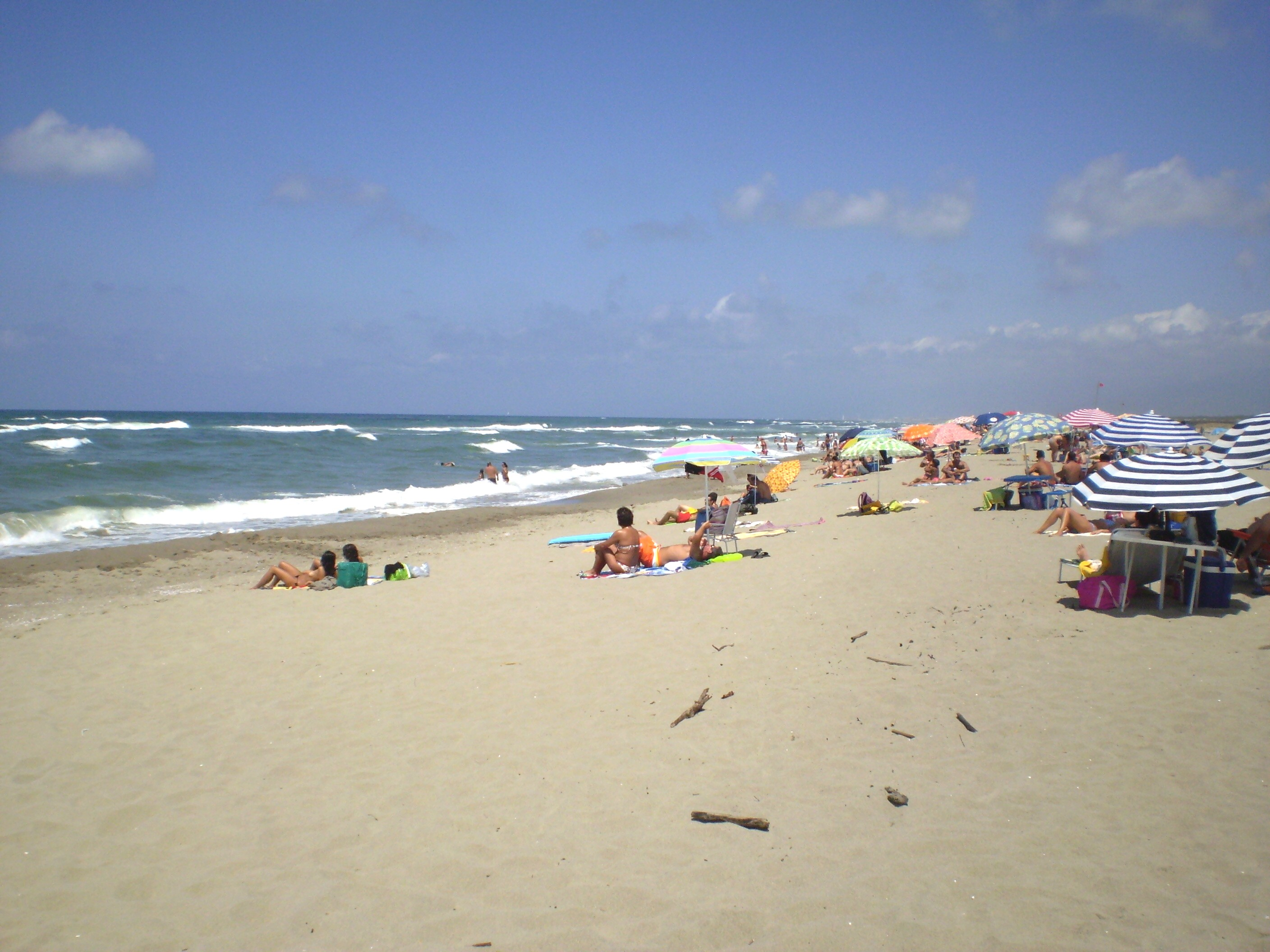
Spiaggia di Marina di Vecchiano

Il litorale pisano è da sempre lo sbocco della città di Pisa verso il mare, sono due i fiumi che attraversano questa zona: l'Arno ed il Serchio. Inoltre sono due anche le riserve naturali comprese in quest'area: la Tenuta di San Rossore a nord e la Tenuta di Tombolo a sud.

## Storia
Verso la fine dell'Ottocento, lungo la strada litoranea, cominciarono a sorgere le prime ville, molte delle quali in stile liberty. Dopo qualche anno questa zona pescosa e tranquilla diventò un vero e proprio centro cittadino: Marina di Pisa. Infatti, intorno al 1920, con un'importante operazione di bonifica del territorio, fu ridotta la notevole presenza d'acqua, ponendo quindi le basi per la colonizzazione della zona.
Anche un'altra zona paludosa, a sud di Marina di Pisa, fu soggetta a risanamento da parte del regime fascista. Qui, dove a seguito delle bonifiche si estende ancor oggi una fitta pineta, verso gli anni trenta del Novecento venne fondata Tirrenia, una moderna ed elegante stazione balneare, "La Perla del Mediterraneo", pubblicizzata dal regime come luogo ideale per la formazione fisica delle generazioni del periodo, ma che conobbe un vero sviluppo solo nel dopoguerra.

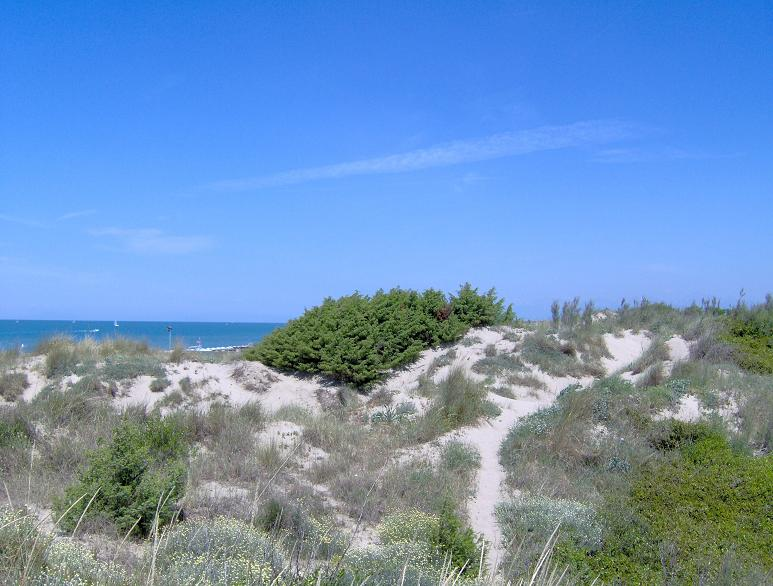
Spiagge di Tirrenia

Le trasformazioni interessarono anche l'area di Calambrone, la cui denominazione un tempo indicava esclusivamente una estesa zona costiera, priva di insediamenti residenziali, immediatamente a nord di Livorno e suddivisa tra i comuni di Pisa, Livorno e, prima dell'ampliamento del porto labronico, Collesalvetti. 
Nei medesimi anni trenta, nella parte di Calambrone amministrata dal comune di Pisa, a nord del canale Scolmatore, sorsero diverse colonie estive. Dopo un periodo di intensa fortuna, le colonie furono abbandonate negli ultimi decenni del Novecento, ma, con l'inizio del nuovo secolo, questi complessi edilizi sono stati inseriti nel progetto di rilancio della località e quindi restaurati. 
Per migliorare i collegamenti del litorale, nel 1932 fu realizzata la linea ferroviaria Livorno-Tirrenia-Pisa, con stazioni nelle località di Calambrone, Tirrenia e Marina di Pisa. Il servizio cessò nel 1960 e la ferrovia fu abbandonata.

## Ambiente
Oggi tutta la zona è interessata da un progetto di salvaguardia, sia a livello regionale che nazionale, teso a preservare l'unicità dell'ambiente, grazie a interventi di protezione delle coste per impedire il grave pericolo dell'erosione. Le pinete di pino marittimo importate dai Lorena sono in continuo abbattimento da parte del comune di Pisa, in collaborazione con l'Ente Parco, a causa dell'attacco del matsucoccus, una cocciniglia che colpisce questa tipologia di pini causandone la morte.
Lungo il litorale sono presenti ben tre aree protette, il Parco naturale di Migliarino, San Rossore, Massaciuccoli, l'Oasi Dune di Tirrenia e l'Oasi Bosco di Cornacchiaia. Ciò nonostante, al 2010 si registra la proposta di realizzazione di un parco giochi ispirato ai maggiori parchi a temi italiani a poca distanza dall'oasi naturale WWF Bosco di Cornacchiaia; ad oggi, la proposta non risulta ancora approvata dalle autorità competenti.
Inoltre le associazioni ambientaliste hanno sollevato proteste per la forte espansione urbanistica di Calambrone e l'abbattimento di alcune porzioni di pineta.